# Lonnie Johnson
Alonzo "Lonnie" Johnson (8 de febrero de 1898 – 16 de junio de 1970) fue un cantante y guitarrista de blues y jazz estadounidense nacido en Nueva Orleans, Luisiana. Fue un pionero en la utilización de la 'jazz guitar' y en los solos de guitarra de una sola cuerda.

## Biografía
Nacido en una familia de músicos, Johnson estudió violín y guitarra en su infancia, para dedicarse íntegramente a su carrera musical años más tarde. Una gira musical por Inglaterra, en 1917, puede que le salvara la vida ya que a su regreso a Nueva Orleans, en 1919, la mayor parte de su familia había fallecido debido a la Gripe española de 1918.
En los primeros años de la década de 1920, Johnson trabajó con las orquestas de Charlie Creath y Fate Marable, trasladando su residencia en 1925 a San Luis (Misuri). Por esa época ganó un concurso de blues organizado por la compañía discográfica Okeh Records, a consecuencia de lo que hizo una serie de exitosas grabaciones entre 1925 y 1932, incluyendo dúos de guitarra con Eddie Lang y dús vocales con Victoria Spivey. En la década de 1920 Johnson intervino esporádicamente en grabaciones de Louis Armstrong and his Hot Five, la orquesta de Duke Ellington, y 'The Chocolate Dandies', interpretando solos con guitarras de doce cuerdas de una forma innovadora; la forma de tocar de Lonnie influiría en futuros guitarristas de jazz como Charlie Christian y Django Reinhardt.
La carrera musical de Lonnie Johnson estuvo llena de altibajos y periodos fuera de la música: llegó a trabajar en fundiciones de acero y de barrendero. En 1959, trabajaba en el Hotel Benjamin Franklin, en Filadelfia, conoció al Disc jockey Chris Albertson. Albertson le organizó un espectáculo a Lonnie en el Playboy Club de Chicago que marcaría su regreso a la música. Posteriormente, tomó parte en actuaciones con la orquesta de Duke Ellington y con estrellas de música folk en el Town Hall de Nueva York. Lonnie Johnson tomo parte en giras musicales por Europa, además de grabar para el prestigioso sello discográfico Bluesville Records con Elmer Snowden y con su compañera vocal Victoria Spivey. 
Lonnie Johnson murió en Ontario, Canadá, a causa de una serie de complicaciones posteriores a un accidente de tráfico ocurrido en 1969. En 1997 ingresó a título póstumo en el 'Louisiana Blues Hall of Fame'.

## Homenajes
Una de las primeras grabaciones de Elvis Presley corresponde a una balada blues de Lonnie Johnson, "Tomorrow Night", la cual fue grabada también por LaVern Baker. 
Bob Dylan escribió acerca del método de interpretación de Lonnie Johnson en el primer volumen de sus memorias, "Chronicles".